# Rezerwat im. Bolesława Hryniewieckiego
Rezerwat im. Bolesława Hryniewieckiego – leśny rezerwat przyrody położony na zachodnim skraju uroczyska leśnego „Zaborów”, na terenie gminy miejskiej Podkowa Leśna, w powiecie grodziskim, w województwie mazowieckim. Został utworzony w 1977 r. z inicjatywy Witolda Tyrakowskiego. Zajmuje powierzchnię 24,17 ha (akt powołujący podawał 24,02 ha).
Obejmuje jeden z najstarszych drzewostanów dębowo-sosnowych na Mazowszu. Rosnące w nim starodrzewy liczą sobie około 200 lat. Mieszkają tu lisy, sarny, zające, nietoperze, wiewiórki, krety, gniazdują sójki, kukułki, dzięcioły i drozdy. Ponadto kowaliki, gile, zięby, widywano także myszołowy. W runie występują gatunki charakterystyczne dla świetlistej dąbrowy – pięciornik biały, miodunka wąskolistna, janowiec barwierski i konwalia majowa.
Rezerwat leży w granicach Warszawskiego Obszaru Chronionego Krajobrazu, w oddziałach leśnych Nadleśnictwa Chojnów. Nadzór sprawuje Regionalny Konserwator Przyrody w Warszawie.
Na mocy planu ochrony ustanowionego w 2012 roku obszar rezerwatu jest objęty ochroną czynną.
Rezerwat jest otwarty dla turystów, prowadzą przez niego trzy oznakowane piesze szlaki turystyczne (czerwony, żółty i zielony) oraz ścieżka rowerowa.